# Мелетий I Димотишки
Мелетий (на гръцки: Μελέτιος) е православен духовник, митрополит на Вселенската патриаршия.

## Биография
През февруари 1783 година е избран и по-късно е ръкоположен за митрополит на Пелагония. През ноември 1787 година е свален и на 22 юни 1795 година официално подава оставка. През ноември 1800 година е избран за белградски митрополит в Албания. През октомври 1802 година подава оставка. През ноември 1803 година е избран за димотишки митрополит. Умира в 1814 година.